# Асхолий
Асхолий (греч. Ἀσχόλιος; ум. около 384) ― епископ Фессалоникийский, святой (день памяти — 23 января). 
Около 379 года был избран жителями Фессалоник и всей Македонии епископом.
Когда император Феодосий I прибыл в Фессалоники, то встретился с Асхолием, влияние которого на императора в религиозных вопросах стало решающим. Святитель был постоянно рядом с императором и крестил его в 380 году. В том же году Феодосий издал эдикт «О вселенской вере» («De fide catholica»), которым христианство никейского толка провозглашалось государственной религией Римской империи.